# Santa Rosa de Lima (Guatemala)
Santa Rosa de Lima è un comune del Guatemala facente parte del dipartimento di Santa Rosa.
L'abitato venne fondato su una precedente fattoria da Simón Luciano, Isidro Miguel Damián González e Blas Thin de Bárcenas nel 1692 con il nome di "Valle de las Yeguas", che ha conservato fino al 1848, quando venne cambiato in onore dell'omonima santa e della città di Lima.
Dal 1996 è sede vescovile cattolica.